# Nerviano
Nerviano (AFI: [nerˈvjaːno], Nervian in dialetto locale, AFI: [nerˈvjãː]) è un comune italiano di 16 982 abitanti della città metropolitana di Milano in Lombardia.

## Geografia fisica
Situata a circa 12 chilometri (in linea d'aria) a nord-ovest del capoluogo lombardo lungo l'antica strada romana che collegava Milano con il Verbano, la via Severiana Augusta (la moderna Strada statale 33 del Sempione), Nerviano è situata in un territorio bagnato dal fiume Olona, dal torrente Bozzente e attraversato dal canale Villoresi. La presenza dei tre corsi d'acqua, utilissima un tempo per le coltivazioni, crea oggi diversi problemi soprattutto in considerazione dell'intensa antropizzazione della zona.

## Storia

### Antichità e Alto Medioevo
Da Nerviano, in epoca romana, passava la via Severiana Augusta, strada romana consolare che congiungeva Mediolanum (la moderna Milano) con il Verbannus Lacus (il Lago Verbano, ovvero il Lago Maggiore, e da qui al passo del Sempione (lat. Summo Plano).
Di origine antica, come è dimostrato dai ritrovamenti archeologici e dallo stesso toponimo di formazione latina, Nerviano, con la chiesa matrice di Santo Stefano, nel Medioevo fu a capo di una delle più note pievi del contado di Milano. Da essa dipendevano Barbaiana, Caronno, Castellazzo, Cornaredo, Garbatola, Lainate, Lucernate, Mantegazza, Monzoro, Origgio, Passirana, Pogliano, Pregnana, Rho, Saronno, San Pietro all'Olmo, Vanzago e il "prepositus", secondo il Liber Notitiae Sanctorum Mediolani attribuito a Goffredo da Bussero, poteva vantare l'esistenza di trenta chiese, con trentotto altari sottoposti alla sua giurisdizione.

### Basso Medioevo
Collocato in una posizione strategica importante, durante l'invasione del Barbarossa il paese fu al centro della lotta ingaggiata dai milanesi contro l'imperatore e dovette sopportare i disagi provocati dal passaggio delle truppe alemanne. Come si legge nelle Gesta Federici I imperatoris, verso la fine del maggio 1160 Federico Barbarossa operò il taglio delle viti, distrusse le biade e saccheggiò Pogliano, Vanzago, Rho, Nerviano e Legnano per sbarrare la strada dei rifornimenti a Milano. Non si può escludere che ad attirare le truppe imperiali abbia concorso anche il fiorente mercato di Nerviano, di cui si ha testimonianza già in un atto del 1158.
Dopo la scomparsa del Barbarossa, Nerviano fu ancora al centro di aspre contese. Così nel 1257 Martino della Torre, capo dei popolani esclusi dall'arcivescovo Leone da Perego dal governo del comune di Milano, pose l'accampamento in paese nel tentativo di contrastare i nobili. Nella circostanza Martino aveva fatto venire il Carroccio da Milano e già si predisponeva alla lotta, quando gli avversari scesero a più miti pretese e preferirono firmare la tregua di Parabiago, località equidistante dai due campi. La situazione però non si normalizzò e ben presto si riaccesero le lotte interne, che videro allinearsi sugli opposti schieramenti i Torriani e i Visconti, fino al successo finale di questi ultimi.

### Dal XIII al XVI secolo

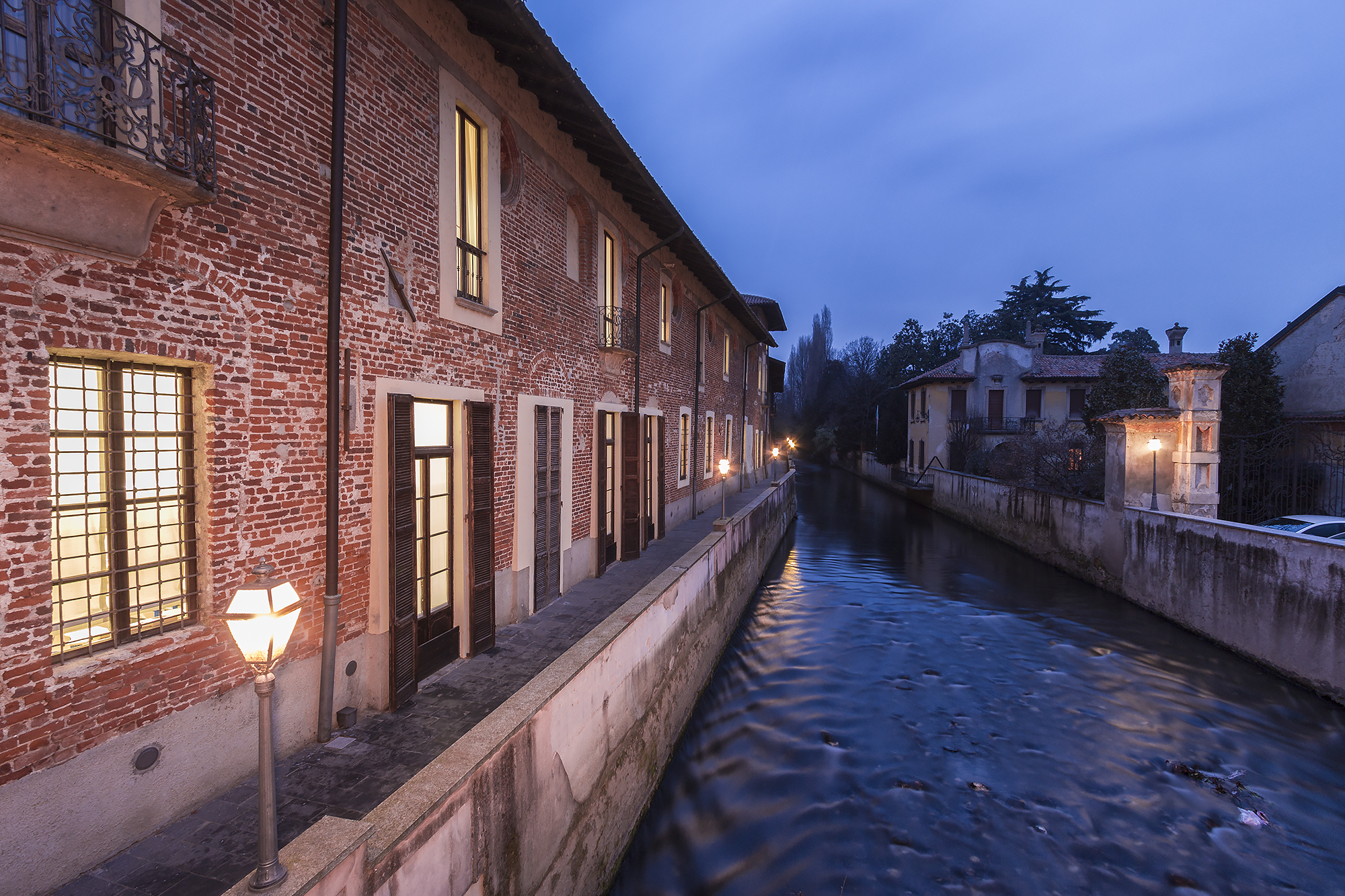
Il fiume Olona a Nerviano

L'esercizio del potere da parte dei Visconti fu tuttavia insidiato da vari ostacoli, tra cui una congiura contro Matteo I Visconti, vicario imperiale per la Lombardia. La trama fu ordita da Pietro Visconti, marito di Antiochia discendente dal ceppo dei Crivelli che, dalla sede di Nerviano, avevano ramificato il loro potere su alcuni territori del Seprio.
Come conseguenza si ebbe il tracollo di Matteo e il rientro dei Torriani a Milano. L'attività politica di costoro fu però turbata da una nuova congiura in cui, tra gli altri nobili, fu coinvolto Cressone Crivelli che, esiliato, entrò in Nerviano nel 1305, cercò di provocare una sollevazione ma, in seguito all'arrivo dei milanesi, dovette abbandonare il paese, poi dato alle fiamme.
Ancora al centro della lotta tra Azzone Visconti e suo cugino Lodrisio, aspirante al potere in Milano, Nerviano sembrò recuperare tranquillità dopo la battaglia di Parabiago del 1339, svoltasi sui campi di confine tra i due borghi, e fu oggetto di continue attenzioni e privilegi per tutto il XIV secolo da parte dei pontefici Giovanni XXII e Benedetto XII. Fu di nuovo un membro della stessa famiglia, Ugolino Crivelli, a sostenere nel 1468 la costruzione del monastero olivetano di Santa Maria Incoronata (poi soppresso dalla Repubblica Cisalpina nel 1798 e oggi sede del municipio). Numerosi furono, all'inizio del Cinquecento, i privilegi concessi al monastero dagli Sforza, preoccupati di tenerlo sotto la propria egida, quasi in concorrenza con quello di Parabiago, affidato allora ai monaci di Sant'Ambrogio ad Nemus.

### Epoca moderna
Con la dominazione spagnola Nerviano fu avvolta, come altri centri della Lombardia, da una sorta di neofeudalesimo e con investitura feudale l'imperatore la cedette prima a Marcello Fossati nel 1650, poi a Prospero Crivelli nel 1671 e successivamente a Gaspare Uberto Po. Censita nel 1730 per un'estensione pari a circa 16.000 pertiche, valutate 87.000 lire, Nerviano vide la popolazione scendere da 2800 a 2062 persone, com'era anche dimostrato dalle numerose case non più abitate.
Quando Napoleone scese in Italia e costrinse gli austriaci a ritirarsi, Nerviano prestò giuramento di fedeltà per bocca dei suoi amministratori; quando poi gli austriaci ritornarono, si affrettò a salutarli con un solenne Te Deum cantato nell'abbazia della Colorina. Un altro canto del genere fu intonato, in segno di entusiasmo religioso e patriottico, quando a Milano sorse il Governo provvisorio del 1848. In seguito Nerviano partecipò alle operazioni di voto in occasione del plebiscito per l'annessione della Lombardia al Piemonte: iniziate il 12 maggio nelle case parrocchiali, terminarono il 29 maggio, giorno consacrato alla commemorazione della battaglia di Legnano. Il risultato vide emergere la preferenza per l'annessione immediata, che però non ebbe luogo per la sconfitta del re Carlo Alberto a Novara e il ritorno degli austriaci. Non mancò per questo il contributo dei nervianesi nelle lotte del Risorgimento, alle quali parteciparono numerosi, distinguendosi in particolare con Giulio Cesare Lampugnani, caduto in Sicilia.
Nel 1859, dopo la battaglia di Magenta, re Vittorio Emanuele II sostò a Nerviano, come è ricordato da due lapidi, una nel capoluogo, l'altra nella frazione di Sant'Ilario Milanese. In memoria del suo passaggio il sovrano concesse ai residenti, soprattutto nella frazione, di fregiarsi con il prefisso "Re-": "Re Fraschini", "Re Calegari", "Re Cecconi", "Re Dionigi", "Re Sartò", "Re de' Paolini" (poi divenuto "Redepaolini"). Un'improbabile leggenda popolare recita tuttavia che egli, in loco, si dette ai piaceri della vita corteggiando le donne di Sant'Ilario e passando con esse alcune notti: tali relazioni avrebbero generato come conseguenza una sorta di discendenza reale nell'abitato.

### Dall'Unità d'Italia ai giorni nostri

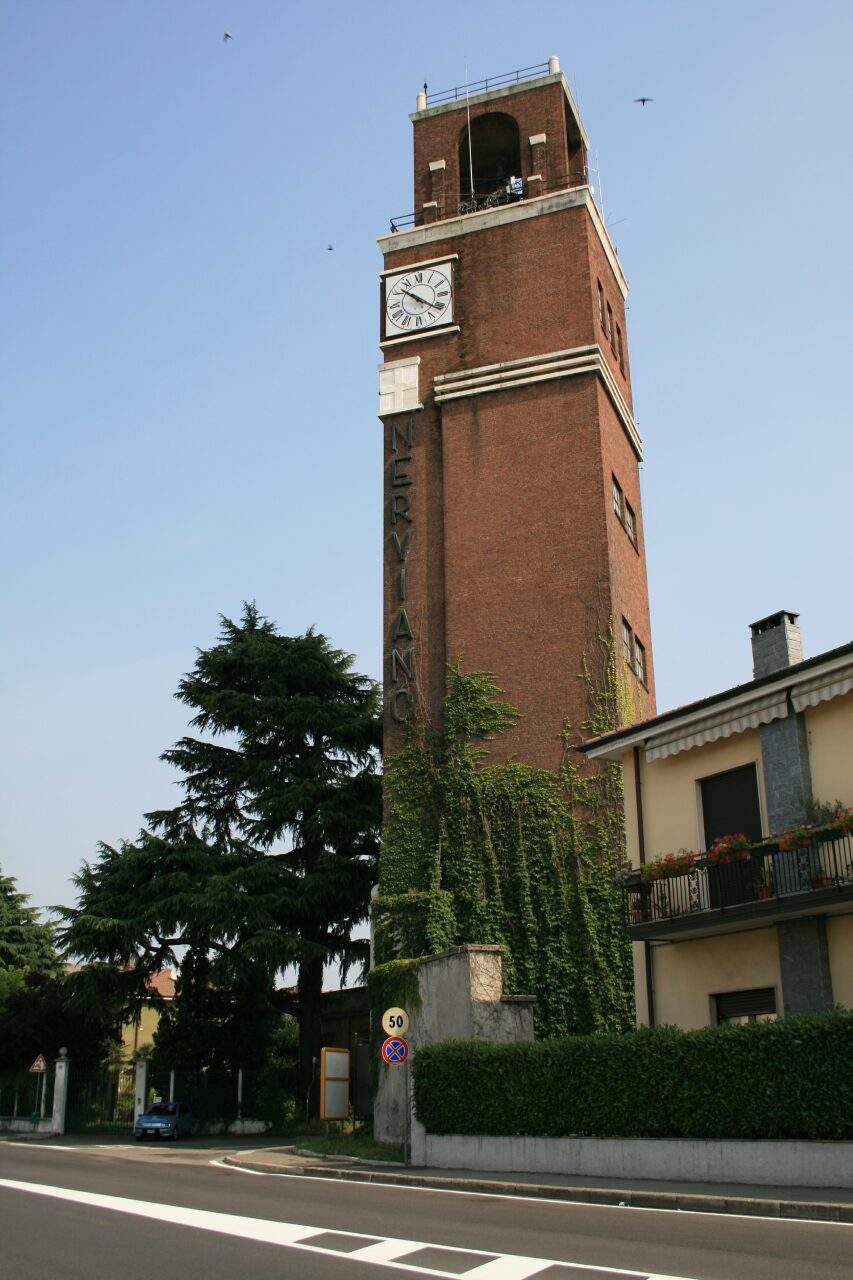
La Torre dell'acquedotto, inaugurata il 12 novembre 1933.

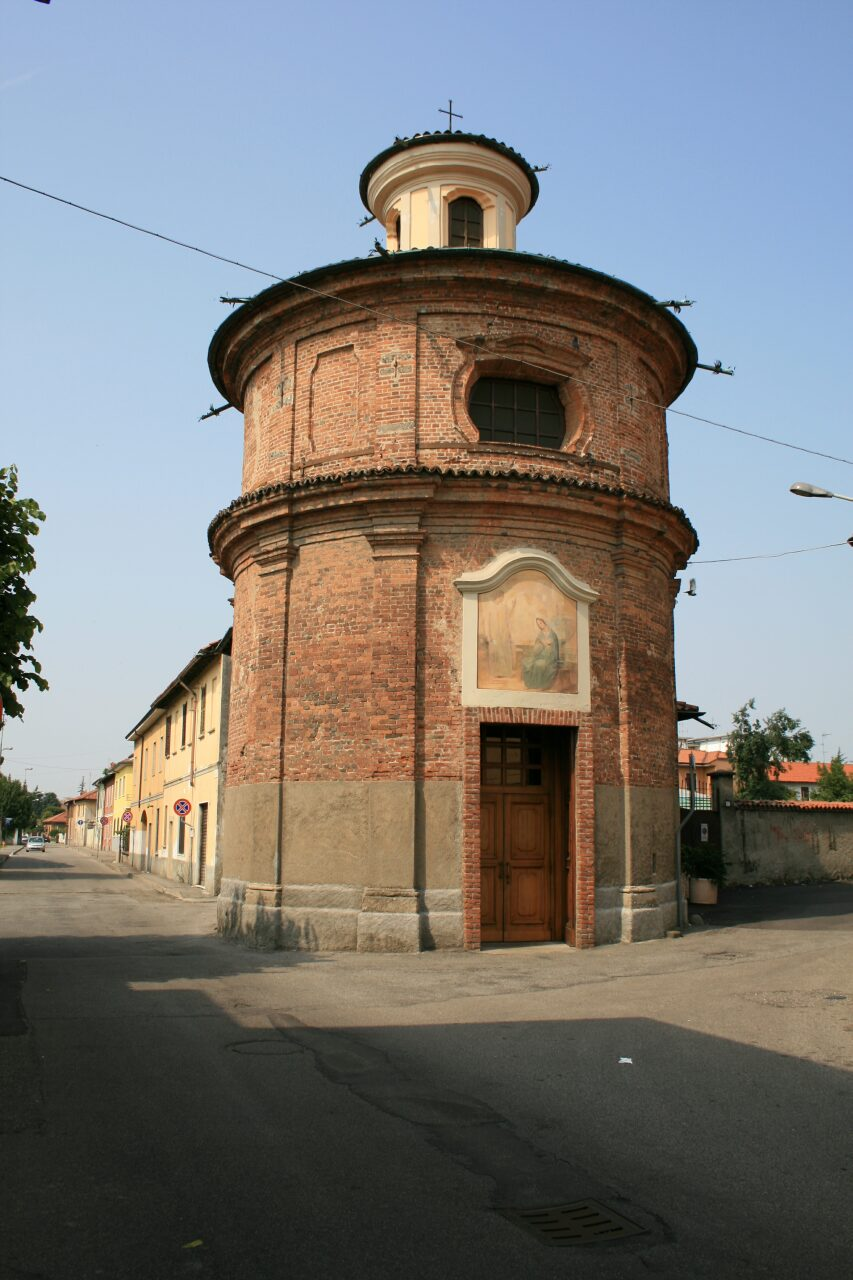
La Rotondina

Con la proclamazione del Regno d'Italia e con il censimento del 1861, il paese contava una popolazione presente di 3.854 persone e aveva una compagnia della Guardia Nazionale forte di 102 effettivi.
Nel primo Novecento Nerviano visse gli avvenimenti legati alle trasformazioni sociali e politiche in atto e assistette alla graduale emancipazione delle masse popolari, più manifesta tra gli operai che non fra i contadini dediti alle tradizionali coltivazioni. Il paese conobbe le sofferenze legate al primo conflitto mondiale, cui pagò il proprio tributo di sangue con il sacrificio di numerosi abitanti.
Durante il primo dopoguerra si ebbero profondi rivolgimenti sociali ed economici sul piano nazionale; del disorientamento e della crisi approfittò il fascismo per impadronirsi del potere. Poi anche il fascismo si avviò al tramonto e, con la caduta caratterizzata da soluzioni violente anche in quel di Nerviano, il secondo conflitto mondiale volse a conclusione. Si ebbe quindi il grande salto di qualità: le trasformazioni industriali cambiarono radicalmente la fisionomia del paese. Grandi imprese come l'Aeritalia, l'Ipisystem e la Farmitalia si installarono sul territorio con il corollario di altre piccole e medie aziende operanti prevalentemente nel settore metalmeccanico e in quello del legno, mentre il ramo tessile subì un notevole ridimensionamento.
Gli ultimi anni hanno visto l'ammodernamento delle strutture esistenti, l'approvazione di un piano di adeguamento e di sviluppo industriale e commerciale e un'importante serie di opere pubbliche, compreso il restauro degli edifici storici più rappresentativi. D'altro canto la realtà urbana di Nerviano è radicalmente mutata assumendo un nuovo aspetto: l'installazione di svariate attività e l'alto tasso di urbanizzazione hanno reso sempre più ridotte le aree agricole e boschive, oggi raccolte nel Parco del Roccolo.

### Simboli
Lo stemma e il gonfalone sono stati riconosciuti con decreto del capo del governo del 21 settembre 1933.
Lo storico emblema della Comunità di Nerviano è presente a pagina 328 del volume I dello Stemmario Cremosano, una delle più importanti raccolte di stemmi lombardi.
Il gonfalone è un drappo di bianco con la bordatura di rosso.

## Monumenti e luoghi d'interesse
A dare un tono di civetteria alla moderna struttura urbana di Nerviano concorrono antichi manieri di nobili casate, come quelli dei Crivelli, Caccia Dominioni, Caimi, Belloni, Lampugnani, Piazzi.
L'arricchimento artistico del paese è assicurato inoltre dalla presenza di numerosi monumenti religiosi: a partire dallo stesso municipio, che ha sede nello storico monastero degli Olivetani, dalla neoclassica chiesa di Santo Stefano Protomartire e dal secentesco santuario abbazia della Colorina, che sono i più noti, ma è opportuno ricordare anche l'ultima chiesa costruita, quella della parrocchia di Maria Madre della Chiesa (1983-1985, architetto Alessandro Foresti), e gli edifici adibiti al culto nelle frazioni di Sant'Ilario, Garbatola, Cantone, Villanova. Da una particolare angolatura storica e artistica vanno invece valutate le costruzioni del Lazzaretto e della Rotondina, l'antica cappella campestre (oggi completamente inurbata) dedicata alla Beata Vergine dell'Annunciata. Di importanza storica è anche la torre civica, (Torre Littoria), la prima torre idrica ad essere stata costruita in Italia per motivi di propaganda. È stata inaugurata nel 1933.

### Aree naturali
- Parco del Roccolo. I boschi e i prati nei pressi e oltre la frazione di Cantone sono stati inclusi dal 1997 nel "Parco locale di interesse sovraccomunale del Roccolo", già istituito nel 1991 tra i comuni di Parabiago, Busto Garolfo, Casorezzo, Arluno, Canegrate e riconosciuto tale nel 1994 dalla Regione Lombardia. Il parco, che deve il nome alla piccola e alta costruzione utilizzata un tempo dagli uccellatori chiamata appunto roccolo, si estende per circa 16 km2 e ha lo scopo di salvaguardare, conservare e migliorare fauna, flora e attività agricole locali. Dal punto di vista botanico è caratterizzato dalla presenza di specie arboree autoctone (quercia, ciliegio, pino silvestre, castagno) e altre specie importate dall'America o dall'Asia (robinia, quercia rossa, prunus serotina, ailanto). Attualmente è in progetto una sua estensione fino all'oasi WWF del bosco di Vanzago.
- Parco dei Mulini. Riconosciuto dalla Provincia di Milano il 10 marzo 2008, il nuovo "Parco agricolo sovracomunale dei Mulini" si sviluppa lungo le rive dell'Olona come naturale espansione del parco Bosco di Legnano (detto anche Parco Castello o Parco di Legnano) e attraversa i comuni di Canegrate, San Vittore Olona e Parabiago. È prevista l'adesione del comune di Nerviano con i "Prati della Bergamina" e con le zone riparie del fiume fino al Monastero degli Olivetani, così da contribuire al recupero e alla salvaguardia delle acque nonché all'abbattimento del rischio idrogeologico con aree di esondazione controllata.

## Società

### Evoluzione demografica
Abitanti censiti

## Cultura

### Linguistica
Il 15 aprile 2007 si è tenuto presso il Monastero degli Olivetani il Primo Forum per la Lingua Milanese, cui sono intervenute le maggiori associazioni linguistiche d'Insubria, fra le quali il Circolo Filologico Milanese, la Credenza de Sant'Ambroeus e l'attore ticinese Yor Milano in rappresentanza del TEPSI (Teatro Popolare della Svizzera Italiana). L'evento fu organizzato dalle associazioni NervianoViva e Domà Nunch.

### Radiofonia
A Nerviano ha avuto sviluppo un'intensa attività editoriale radiotelevisiva con pochi comparabili esempi in Lombardia. Vi nacquero:
- Tra il 1976 e il 1977: Euroradio (95,200 MHz) e Radio Capo Torre (93,500 MHz)
- Nel 1983 vi si trasferì da San Vittore Olona (e prima ancora da Rescaldina) Radio Delta International (100,500 MHz, ancora in attività).
- Nel 1982, nella frazione Sant'Ilario, fu fondata NBC Radio, poi NBC Milano, da cui discese in linea indiretta Radio Planet Milano) - peraltro tornata in attività (col claim NBC Milano We Play Again!) come progetto pilota dell'I.P. broadcasting in Italia nel marzo 2016, con nuovi studi prima in Via Donizetti a Nerviano e poi in Via Taramelli 11/C a Legnano (oggi denominata 70-80.it e diffusa in 10 regioni italiane in DAB e digitale tv terrestre canale 351).
- La RSI Radio Sant'Ilario FM 93,950 MHz, oggi Radio Missione (dei Padri Oblati di Rho)
- Tele NBC (ospitata come One Tv su LCN 112 prima nel mux del digitale terrestre della cremonese Lombardia Tv e poi su quello di Videostar e con diffusione in proprio sul canale 29 UHF fino alla primavera 2016 coi programmi Tele NBC e One Tv NBC), unica stazione televisiva locale ancora in attività nel nord-ovest della provincia di Milano (con marchio One Tv canale 79 del digitale tv terrestre).
- A Sant'Ilario, inoltre, hanno avuto strutture tecniche significative anche la bergamasca Videostar (canale UHF 35) di Treviglio e la cremonese Video Blu–Lombardia Tv di Soresina (canale UHF 58).

## Economia
A Nerviano ha sede l'azienda Dolciaria Balconi, fondata nel 1950 e presente sia sui mercati nazionali sia su quelli internazionali.

## Geografia antropica

### Frazioni

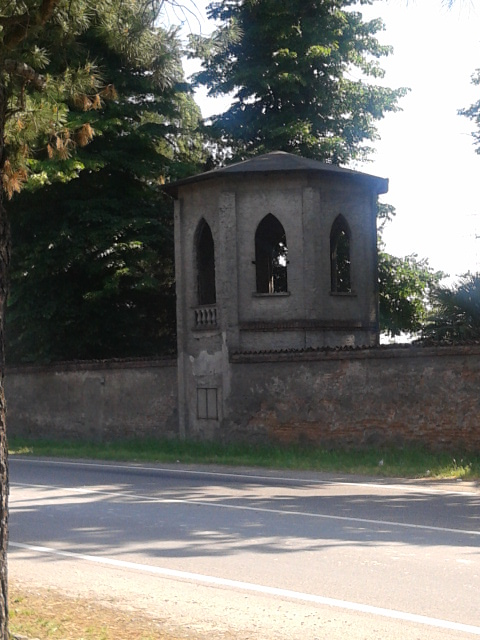
Statale del Sempione, torretta ornamentale sulla Costa di San Lorenzo, al confine con Parabiago.

- Garbatola (La Garbatola), a nord della statale del Sempione al confine con Pogliano Milanese. La festa patronale si tiene durante la prima settimana di settembre;
- Sant'Ilario (Cassina del Pé, Cassina), situata oltre il Villoresi, verso Lainate;
- Villanova (Vilanoeuva), anch'essa oltre il canale Villoresi, prossima alla Garbatola ma di gran lunga inferiore come frazione;
- Cantone (Cantòn), nei pressi della Ferrovia Domodossola-Milano e dei boschi del Parco del Roccolo;
- Costa San Lorenzo (Costa San Lorens), sulla Statale del Sempione a ridosso di San Lorenzo di Parabiago.

## Infrastrutture e trasporti
Il trasporto pubblico a Nerviano è effettuato mediante autocorse suburbane svolte dalla società MOVIBUS.
Fra il 1880 e il 1966 la località era servita dalla tranvia Milano-Gallarate, gestita dalla STIE.

## Amministrazione
| Periodo | Periodo   | Primo cittadino | Partito         | Carica  | Note |
| ------- | --------- | --------------- | --------------- | ------- | ---- |
| 1994    | 2003      | Sergio Parini   | Lega Nord       | Sindaco |      |
| 2003    | 2006      | Sergio Girotti  | Lega Nord       | Sindaco |      |
| 2006    | 2011      | Enrico Cozzi    | centro-sinistra | Sindaco |      |
| 2011    | 2016      | Enrico Cozzi    | centro-sinistra | Sindaco |      |
| 2016    | 2021      | Massimo Cozzi   | Lega Nord       | Sindaco |      |
| 2021    | in carica | Daniela Colombo | Lista civica    | Sindaco |      |